# Somalische kortteenleeuwerik
De Somalische kortteenleeuwerik (Alaudala somalica; synoniem: Calandrella somalica) is een vogel uit de familie van de leeuweriken (Alaudidae).

## Verspreiding en leefgebied
Deze soort komt voor in oostelijk Afrika en telt vier ondersoorten:
- A. s. perconfusa: noordwestelijk Somalië.
- A. s. somalica: oostelijk Ethiopië en noordelijk Somalië.
- A. s. megaensis: van zuidelijk Ethiopië tot centraal Kenia.
- A. s. athensis (Athikortteenleeuwerik): zuidelijk Kenia en noordelijk Tanzania.

## Status
De grootte van de populatie is niet gekwantificeerd maar de soort wordt omschreven als algemeen tot plaatselijk algemeen. Op de Rode lijst van de IUCN heeft deze soort de status niet bedreigd.